# Kayokwe
Kayokwe es una de las seis comunas de la Provincia de Mwaro, República de Burundi.
La comuna cuenta con 49 127 habitantes según el censo del año 2008.
Kayokwe está dividida en 23 colinas (collines en francés).